# Onthophagus pygargus
Onthophagus pygargus es una especie de insecto del género Onthophagus, familia Scarabaeidae, orden Coleoptera.

Fue descrita científicamente por Motschulsky en 1845.